# 斯提凡诺·拉瓦里尼
斯提凡诺·拉瓦里尼（Stefano Lavarini，1979年1月17日—）是一名義大利排球教練，他自1995年起開姑執教生涯。現時執教意甲豪門諾瓦拉女排俱乐部及波兰國家女子排球隊。

## 生涯
拉瓦里尼在2010年擔任由達維德·馬贊蒂所執教的貝加莫女排俱乐部助理教練，翌年則轉任逐俱乐部青年組的主教練。2012年起獲晉升為貝加莫女排的主教練，直至2017年。2017年，拉瓦里尼獲巴西豪門米拿斯女排俱乐部賞職，擔任球隊主教練一職。他帶領米拿斯重奪聯賽冠軍及洲際冠軍。因於其出色的教職，很快便有意大利聯賽球隊邀請其加盟。
2019年，拉瓦里尼便重返意大利聯賽擔任布斯托阿西齊奧女排俱樂部的主教練。他成功帶領布斯托阿西齊奧奪得聯賽的第二名，並首次獲得歐洲女排冠軍聯賽的参賽權。拉瓦里尼卻沒有繼續與布斯托阿西齊奧續約，而是轉往意大利豪門諾瓦拉女排俱樂部擔任主教練。這是他相隔20年再度重返諾瓦拉工作。
2019年，拉瓦里尼亦獲聘為韓國國家女子排球隊的主帥。他是南韓女排隊史上首位外籍主帥。他不僅幫助球隊獲得東京奧運資格，又在兩大主力李在英、李多英因校園霸淩事件被國家隊除名後，帶領陣容不整的南韓女排在東京奧運會取得第四名。在完成奧運後，拉瓦里尼選擇了不再續約。
2022年，拉瓦里尼獲聘成為波兰國家女子排球隊的主帥。

## 獎項

### 俱樂部
- 2018年南美洲俱樂部錦標賽： - 金牌（米拿斯女排俱乐部（英语：Minas Tênis Clube (women's volleyball)））
- 2019年南美洲俱樂部錦標賽： - 金牌（米拿斯女排俱乐部（英语：Minas Tênis Clube (women's volleyball)））